# Oh Hyeon-gyu
Oh Hyeon-gyu (kor. 오현규, * 12. April 2001 in Namyangju) ist ein südkoreanischer Fußballspieler, der beim KRC Genk in der belgischen Division 1A unter Vertrag steht.

## Verein
Oh begann mit dem Fußballspielen in seiner Kindheit an der Maseog Elementary School. Ab Dezember 2013 war er ein halbes Jahr ohne Verein, bevor er in die U18-Mannschaft des Profivereins der Suwon Samsung Bluewings wechselte. Oh gab in der Saison 2019 sein professionelles Debüt in der K League 1 für die Bluewings gegen die Pohang Steelers. In seiner ersten Spielzeit kam er auf insgesamt elf Ligaspiele.
Er verbrachte ab 2020 die nächsten beiden Spielzeiten als Leihgabe bei den Militärklubs Sangju Sangmu FC und Gimcheon Sangmu FC, wo er seinen Wehrdienst ableistete. 2020 absolvierte er für Sangju fünf Spiele in der ersten Liga und erzielte zwei Tore. Am Ende der Saison 2020 wurde Sangju Sangmu aufgelöst. Daraufhin spielte Oh in der zweiten Liga für Gimcheon Sangmu FC, mit dem er die Meisterschaft gewann und in die erste Liga aufstieg. Oh steuerte dabei fünf Tore in 33 Spielen bei.
Zurück in Suwon war der Mittelstürmer in der Spielzeit 2022 bei den Bluewings mit 13 Treffern bester Torschütze der Mannschaft. Dem Verein gelang in der Relegation der Ligaverbleib durch einen Sieg in der Verlängerung über den FC Anyang.
Im Januar 2023 wurde Oh für eine Ablösesumme in Millionenhöhe zum schottischen Erstligisten Celtic Glasgow transferiert, und er unterzeichnete einen Fünfjahresvertrag. Bereits nach eineinhalb Jahren wechselte Oh Mitte Juli 2024 weiter zum belgischen Erstdivisionär zum KRC Genk, bei dem er einen Vertrag mit einer Laufzeit von vier Jahren unterschrieb.

## Nationalmannschaft
Oh vertrat Südkorea auf internationaler Ebene in der U17-, U18-, U19- und U23-Nationalmannschaft. Sein A-Nationalmannschaftsdebüt gab er am 11. November 2022 in einem Freundschaftsspiel gegen Island, als er für Cho Gue-sung eingewechselt wurde.
Er gehörte zum südkoreanischen Kader bei der Asienmeisterschaft 2024 und wurde dort in zwei Gruppenspielen und im Viertelfinale eingesetzt.

## Erfolge
- mit Celtic Glasgow:
  - Schottischer Meister: 2023, 2024
  - Schottischer Pokalsieger: 2023, 2024
  - Schottischer Ligapokal: 2023